# 学校法人実践女子学園
実践女子学園（じっせんじょしがくえん）は、東京都にある学校法人。4年制大学（実践女子大学）、短期大学（実践女子大学短期大学部）、実践女子学園中学校・高等学校を経営している。創立者は下田歌子。

## 沿革
- 1899年（明治32年） - 帝国婦人協会の事業として、東京・麹町に私立実践女学校・女子工芸学校を創設[1]。下田歌子が初代校長に就任[1]。日本で初めての女学校の制服を制定。

帝国婦人協会
明治31年に女性の能力向上のため、華族女学校学監の下田歌子によって結成され、東京に本部を、各地に支部を置いた。下田は同会結成以来毎年地方遊説を行い、明治33年には全国に通常会員2500名以上を集め、ほかに名誉会員50名、特別会員200名以上という大組織を形成し、機関誌として『日本婦人』を刊行した。
- 1902年（明治35年） - 「清国女子速成科」を設置し、清国各省より留学生の受け入れを開始。常磐松御用地（現在の渋谷区東）に校舎を新築・移転。
- 1903年（明治36年） - 実践女学校と女子工芸学校を合併して実践女学校中等部と改称。
- 1905年（明治38年） - 清国留学生部を設け、赤坂桧町に分教場を開設。
- 1906年（明治39年） - 清国留学生部分教場を渋谷の実践女学校内に移転。
- 1908年（明治41年） - 実践女学校（中等部）・女子工芸学校を合併して私立実践女学校、さらに実践女学校中等学部と改称。修業年限2年の高等専門学部を開設し、家政科と技芸科を設置。実践女学校付属幼稚園を開設し、下田歌子が園長に就任。 帝国婦人協会が組織を再編し、財団法人私立帝国婦人協会実践女学校と改称。
- 1916年（大正05年） - 箱根仙石原に実践女学校夏季修養寮「仙鶴荘」を開設。
- 1917年（大正06年） - 校旗を制定。
- 1920年（大正09年） - 実践女学校高等女学部専攻科の学則を改正し、国文・家政・技芸の3専攻科に改組。
- 1921年（大正10年） - 高等女学校家政専攻科・技芸専攻科卒業生に対し、それぞれ家事科・裁縫科の中等教員無試験検定の特典認可。高等技芸部を廃止して高等師範部を設立し、修業年限3年の裁縫科・手芸科を設置。
- 1923年（大正12年） - 高等師範部裁縫科卒業生に対し、裁縫科の中等教員無試験検定の特典認可。
- 1924年（大正13年） - 実科高等女学部校舎（木造平屋建、12教室）竣工。高等女学部専攻科に英文専攻科（修業年限3年）を増設。国文専攻科・英文専攻科に各予科を設置。創立25周年記念式典を挙行。
- 1925年（大正14年） - 高等専門学部国文科卒業生に対し、国語科中等教員無試験検定の特典認可。高等女学部専攻科を専門学部に昇格改称。
- 1926年（大正15年） - 第1鉄筋校舎（専門学部校舎）竣工。山梨県南都留郡瑞穂村に夏季修養寮「五瑞荘」を開設。
- 1927年（昭和02年） - 実践女学校専門学部に研究科（修業年限1年）を設置。下田歌子、勲三等瑞宝章の叙勲。
- 1928年（昭和03年） - 第2鉄筋校舎（専門学部校舎）竣工。専門学部英文科卒業生に対し、英語科中等教員無試験検定の特典認可。下田歌子陞勲記念館（4階建、校長室・貴賓室・図書室など）竣工。創立30周年記念式典を挙行。専門学部各研究科卒業生に対し、中等教員無試験検定の特典認可。
- 1929年（昭和04年） - 実践女子学校附属夜間女学部を設置。選科課程の発足。
- 1932年（昭和07年） - 実践女学校の各部門の名称を実践女子専門学校・実践高等女学校・実践実科高等女学校と改称。実践女子専門学校の研究科に国史研究科を増設し、さらに技芸研究科を裁縫・手芸の2科に分離。構内に下田歌子校長の喜寿記念碑を建設し、除幕式を挙行。寄宿舎「常磐寮」竣工。
- 1933年（昭和08年） - 付属幼稚園を実践幼稚園と改称。
- 1934年（昭和09年） - 高等師範部を廃止。実践実科高等女学校を実践第二高等女学校と改称。
- 1935年（昭和10年） - 夜間女学部を廃止。専門学校に家政研究生（修業年限1年）の制度発足。財団法人私立帝国婦人協会実践女学校を財団法人帝国婦人協会実践女学校と改称し、下田歌子が終身理事長に就任。専門学校技芸科卒業生に対して、既得の裁縫科のほかに、新たに手芸科中等教員無試験の特典認可。
- 1936年（昭和11年） - 専門学校国史研究科を廃止。創立者下田歌子逝去。平尾寿子が理事長に就任。第3鉄筋校舎竣工。
- 1937年（昭和12年） - 下田歌子を祀る香雪神社を渋谷校地に建立。
- 1939年（昭和14年） - 専門学校に選科として家政研究生（修業年限1年）・選科各科（修業年限6ヵ月以上）を正式に設置。創立40周年記念式典を挙行 。
- 1941年（昭和16年） - 竹内貞三が理事長に、平尾寿子が実践女子専門学校・高等女学校・第二高等女学校の校長に就任。太平洋戦争のため専門学校生は3ヵ月短縮の繰り上げ卒業。以後6ヵ月の繰り上げ卒業。
- 1943年（昭和18年） - 平尾寿子、理事長に就任。
- 1944年（昭和19年） - 専門学校国文学科を国語科と改称、英文科募集停止、歴史科を新設。教員・学生生徒は軍需工場へ勤労動員。校舎の一部を学校向上に改造。実践幼稚園を休園。
- 1945年（昭和20年） - 戦争のため、高等女学校4年生は1年の繰り上げ卒業。アメリカ軍による空襲を受けてほとんどの校舎が焼失。被災教室を応急修理し、授業開始。藤井甚太郎、専門学校・高等女学校・第二高等女学校の校長に就任。
- 1946年（昭和21年） - 文部省の指示により香雪神社は廃祀。専門学校英文科を廃止。竹内貞三、理事長に就任。吉田政一、高等女学校・第二高等女学校校長に就任。
- 1947年（昭和22年） - 財団法人帝国婦人協会実践女学校を財団法人実践女子学園と改称。新教育制度により修業年限3年の実践女子学園中学部及び同第二中学部を設置。
- 1948年（昭和23年） - 新教育制度により修業年限3年の高等学校を設置。中学校・第二中学校を合併して実践女子学園中学校と改称。吉田政一、中学校・高等学校校長に就任。
- 1949年（昭和24年） - 実践女子大学を設立、文家政学部の1学部に国文・英文・家政の3学部を設置。宇野哲人、実践女子大学初代学長に就任。家政学科に修業年限1年の別科設置。
- 1950年（昭和25年） - 小畑惟清、理事長に就任。実践女子学園短期大学を設立、家政科を設置。宇野哲人、短期大学学長を兼任。
- 1951年（昭和26年） - 財団法人の組織を改めて、学校法人実践女子学園と改称。短期大学家政科を生活専攻・被服専攻の2専攻に分離。翌年、国文科・英文科を増設。
- 1952年（昭和27年） - 蓼沼繁枝、理事長に就任。
- 1954年（昭和29年） - 渋谷校地に下田歌子の遺影・遺品を保存する「香雪記念館」竣工。
- 1956年（昭和31年） - 中学校・高等学校校旗制定、新徽章制定。大学文家政学部家政学科に食物学専攻と被服学専攻を設置。
- 1958年（昭和33年） - 山岸徳平、大学・短期大学学長に就任。軽井沢に実習所「浅陽荘」を開設。
- 1961年（昭和36年） - 守随憲治、大学・短期大学学長に就任。
- 1963年（昭和38年） - 実践女子学園中学校・高等学校父母の会設立。
- 1965年（昭和40年） - 東京都日野市の実践女子大学校地に校舎・日野寮・プール竣工。山岸徳平、大学短期大学学長に就任。大学文家政学部を文学部（国文学科・英文学科）と家政学部（食物学科・被服学科）の2学部に分離。
- 1966年（昭和41年） - 大学院（修士課程）を設置、文学研究科に国文学・英文学、家政学研究科に食物栄養学の計3専攻を開設。
- 1967年（昭和42年） - 短期大学家政科を生活・栄養・被服の3コースに分離。大学家政学部食物学科を食物学・管理栄養士の2専攻に分離。図書館学・博物館学の講座を開設。
- 1968年（昭和43年） - 高等学校定時制部を廃止。実践女子学園短期大学を実践女子短期大学と改称。短期大学英文科をリベラルカルチャーとビズネス・セクレタリーの2コースに分離。
- 1969年（昭和44年） - 実践女子大学・同短期大学後援会設立。実践女子学園中学校・高等学校の総合運営を学校別に分立。大学院文学研究科国文学専攻に博士課程を開設。大学国文科書道講座を開設。学園歌制定。創立70周年を記念して桜同窓会が下田歌子の胸像を寄贈。
- 1971年（昭和46年） - 守随憲治、大学・短期大学学長に就任。池本義夫、中学校・高等学校校長に就任。
- 1972年（昭和47年） - 埼玉県北葛飾郡松伏町に短期大学家政科家庭科学コースを新設し開講。中学校・高等学校に中等教育研究室設置。
- 1974年（昭和49年） - 多田基、理事長に就任。桂田利吉、大学・短期大学学長に就任。「蓼沼教育研究基金規程」を制定。
- 1976年（昭和51年） - 日野、短期大学校地に校舎竣工。短期大学1年次の学科を日野で開講。埼玉校地校舎を大正大学に譲渡。
- 1978年（昭和53年） - 多田基理事長、大学・短期大学学長を兼任。
- 1979年（昭和54年） - 創立80周年。渋谷校地に創立80周年記念体育館竣工。
- 1980年（昭和55年） - 創立80周年を記念して「実践女子大学文芸資料研究所」を設立。
- 1981年（昭和56年） - 船崎和夫、中学校・高等学校校長に就任。
- 1982年（昭和57年） - 群馬県嬬恋村に「嬬恋実習所」を開設。
- 1984年（昭和59年） - 井本農一、大学・短期大学学長に就任。
- 1985年（昭和60年） - 日野・大学校地に新校舎ならびに体育館竣工。文学部に美学美術史学科を増設し、開講。
- 1986年（昭和61年） - 大学・大学院、日野・大学校舎に全面移転し開講。渋谷校地第3館、老朽化のため解体。高等学校、第1回オレゴン大学語学研修セミナー実施（以降、毎年実施）。創立者・下田歌子逝去50年祭を挙行。実践女子大学公開市民講座第1回を開催（以降、毎年開催）。大学・短期大学に社会人・海外帰国子女対象の特別選抜制度を制定し、翌1987（昭和62）年入学生より実施。
- 1987年（昭和62年） - 常磐寮、老朽化のため閉鎖。日野・大学図書館に「向田文庫」を開設。
- 1988年（昭和63年） - 短期大学の学科名を変更し、国文科・英文科は国文学科・英文学科と改称。家政科は生活文化学科と改称し、生活文化専攻と食物栄養学専攻に分離。吉川正己、大学・短期大学学長に就任。香雪記念館を渋谷校地下田陞勲記念館2階に移設し、香雪記念室と改称。下田奨学金（給付）制度を制定。軽井沢実習所「浅陽荘」改修。渋谷校地第2館、常磐寮および香雪記念館を老朽化のために解体。
- 1989年（平成元年） - 大学院家政学研究科に被服学専攻（修士課程）設置認可。創立90周年記念式典を挙行。『実践女子学園創立90周年記念』（写真集）を刊行。高等学校、ニュージーランド語学研修セミナー開始。短期大学第2館食堂棟増築工事竣工。
- 1990年（平成2年） - 短期大学本館、学生ホール等の増築工事竣工。大学校地に茶室「無我荘」完成。短期大学図書館の増築工事が完了。渋谷校舎、第3館（中学校校舎）竣工式。
- 1991年（平成3年） - 中学校ハワイ語学研修セミナー開始。
- 1992年（平成4年） - 大学院文学研究科美術史学専攻（修士課程）認可。理事長に吉川正己が就任し、大学・短期大学学長に就任。阿原八郎、中学校・高等学校校長に就任。
- 1993年（平成5年） - 分銅惇作、大学・短期大学学長に就任。吉川正己、理事長に再任。
- 1994年（平成6年） - 高等学校、オーストラリア語学研修セミナー開始。渋谷校地の第8館、旧大学図書館棟を老朽化のため解体。
- 1995年（平成7年） - 家政学部を生活科学部と名称変更、食物学科・被服学科を食生活科学科・生活環境学科と改称。新たに生活文化学科を設置。
- 1996年（平成8年） - 大学生活科学部生活文化学科に教職課程認可。学生会館（学生寮）が日野市日野477-1で開館（居室数68室）。
- 1997年（平成9年） - 飯島俊郎、大学・短期大学学長に就任。大学校地の日野寮、プールを解体。
- 1998年（平成10年） - 澤井勇、理事長に就任。伊藤允久、中学校・高等学校校長に就任。
- 1999年（平成11年） - 創立100周年を記念して、大学校地に桜ホール（学生食堂）、事務センター、香雪記念館（小講堂）を竣工。大学院家政学研究科食物・栄養学専攻、被服学専攻を、それぞれ生活科学研究科食物・栄養学専攻、生活環境学専攻に名称変更
- 2000年（平成12年） - 桜同窓会、閣議決定に従って社団法人教育文化振興実践桜会に名称を改称し、事業内容を変更。
- 2001年（平成13年） - 飯塚幸子、大学・短期大学学長に就任。生涯学習センター開講。
- 2003年（平成15年） - 日野校地、第4館竣工。人間社会学部人間社会学科開設。
- 2004年（平成16年） - 学祖下田歌子生誕150年記念式典。生活環境学科二級建築士受験資格認定。生活科学研究科食物栄養学専攻博士課程（後期）認可。香雪記念資料館が博物館相当施設の指定を受ける。
- 2005年（平成17年） - 実践女子大学大学院（博士後期課程）生活科学研究科食物栄養学専攻を設置。
- 2006年（平成18年） - 実践女子大学が(財)大学基準協会の相互評価により適合認定。短期大学が(財)短期大学基準協会の第三者評価により適格認定。
- 2008年（平成20年） - 実践女子学園中学校にグローバルスタディーズクラス（GSC）を開設。
- 2009年（平成21年） - 5月7日に実践女子学園創立110周年を迎えた。
- 2018年（平成30年） - 6月1日に渋谷区とシブヤ・ソーシャル・アクション・パートナー協定を締結[4]。

## 学校
- 実践女子大学
- 実践女子大学短期大学部
- 実践女子学園中学校・高等学校

## 著名な出身者
大学
- Category:実践女子大学出身の人物
- 実践女子大学の人物一覧

短期大学部
- Category:実践女子大学短期大学部出身の人物
- 実践女子大学短期大学部#出身者

中学校・高等学校
- 実践女子学園中学校・高等学校#著名な出身者